# Острава (аеропорт)
Аеропорт Леоша Яначека (чеськ. Letiště Leoše Janáčka Ostrava), (IATA: OSR, ICAO: LKMT), колишній Острава-Мошни міжнародний аеропорт, — аеропорт, який обслуговує місто Острава, в Чехії, розташований за 20 км на південний захід від міста. Названий на честь чеського композитора Леоша Яначека. Аеропорт здатний приймати літаки різного типу, включаючи Airbus A380. Через його віддаленість від центру міста, немає обмеження на шумову забрудненність аеропорту.
Є найбільшим регіональним аеропортом у Чехії, є брамою до північної Моравії та Чеської Сілезії. Місто Острава є основним економічним та промисловим центром області.
Аеропорт відкрито 24 години на добу цілий рік.
У 2005 році, 265,882 пасажирів пройшли через пасажирського термінал Острава-Мошни, 2228 тонн вантажів було оброблено і 16,136 рухів повітряних суден.
Будівництво нового терміналу почалося в липні 2005 року. Це коштувало 320 мільйонів крон (близько 10,66 млн євро) і відкрито 13 грудня 2006.

## Авіакомпанії та напрямки

### Пасажирські
| Авіакомпанія            | Пункт призначення                                                                                            |
| ----------------------- | --- |
| LOT                     | Шопена |
| Onur Air                | Сезонний: Анталія                                                                                            |
| Ryanair                 | Лондон-Станстед                                                                                              |
| SmartWings              | Дубай Сезонний: Анталія, Корфу, Іракліон, Хургада, Кос, Марса-Алам, Пальма-де-Мальорка, Родос, Варна, Закінф |
| Tailwind Airlines       | Сезонний чартер: Анталія, Ерджан                                                                             |
| Travel Service Airlines | Сезонний чартер: Альмерія, Бургас, Кавала, Монастір, Мурсія, Подгориця                                       |
| Tunisair                | Сезонний чартер: Джерба, Монастір                                                                            |

### Вантажні
| Авіакомпанія | Пункт призначення |
| ------------ | ----------------- |
| DHL Aviation | Лейпциг/Галле     |

## Статистика
| Рік  | Пасажирообіг | Авіатрафік | Вантажообіг (т) |
| ---- | ------------ | ---------- | --------------- |
| 2017 | 324.116      | 20.639     | 5.363           |
| 2016 | 258.223      | 20.746     | 4.152           |
| 2015 | 308.933      | 19.002     | 6.469           |
| 2014 | 297.691      | 15.069     | 5.180           |
| 2013 | 259.167      | 14.889     | 3.884           |
| 2012 | 288.393      | 14.485     | 2.584           |
| 2011 | 273.563      | 15.243     | 1.768           |
| 2010 | 279.973      | 14.319     | 1.927           |
| 2009 | 307.130      | 16.152     | 1.736           |
| 2008 | 353.737      | 17.167     | 1.652           |
| 2007 | 332.266      | 15.944     | 2.009           |
| 2006 | 300.735      | 16.096     | 2.043           |
| 2005 | 265.864      | 16.306     | 1.639           |
| 2004 | 216.259      | -          | 1.526           |
| 2003 | 197.439      | -          | 1.291           |
| 2002 | 152.380      | -          | 1.574           |
| 2001 | 124.183      | -          | 1.063           |
| 2000 | 115.363      | -          | -               |